# فرانسيس فوفل غورو
فرانسيس فوفل غورو (بالفرنسية: François Fauvel-Gouraud)‏ (و. 1808 – 1847 م) هو مهندس، ومصور فرنسي، ولد في مارتينيك، توفي في بروكلين، عن عمر يناهز 39 عاماً.